# Tillandsia hahnii
Espèce
Classification phylogénétique
Tillandsia hahnii Mez est une plante de la famille des Bromeliaceae.
Le terme hahnii est une dédicace à Mr Hahn, collecteur de la plante.

## Protologue et Type nomenclatural
Tillandsia hahnii Mez in C.DC., Monogr. Phan. 9: 690, n° 30 (1896)
Diagnose originale :
« foliis verisimiliter subpaucis utriculatim rosulatis, utrinque sed praesertim subtus dense lepidibus minutis adpressisque, pallidis praeditis; inflorescentia bipinnatim panniculata[sic] basi interrupta apice densissima, e spicis flabellatis, 4-5-floris, quam bracteae primariae multo brevioribus composita ; bracteolis florigeris dense imbricatis, dorso subglabris et non nisi minute venosis, haud carinatis, sepala aequantibus v. iis minute brevioribus; floribus erectis ; sepalis antico libero posticis binis ad 5 mm. connatis, obtusis ; petalis tubulose erectis quam genitalia brevioribus. »
Type : leg. Hahn ; « Mexico, loco ignoto » ; Herb. Paris.

## Synonymie
(aucune)

## Écologie et habitat
- Biotype : plante herbacée en rosette acaule monocarpique vivace par ses rejets latéraux.
- Habitat : ?
- Altitude : ?

## Distribution
- Amérique centrale :
  -  Mexique[1]